# Pedicularis sarawschanica
Pedicularis sarawschanica är en snyltrotsväxtart som beskrevs av Eduard August von Regel. Pedicularis sarawschanica ingår i släktet spiror, och familjen snyltrotsväxter. Inga underarter finns listade i Catalogue of Life.